# Петер Стормаре
Пе́тер Сто́рмаре (швед. Peter Stormare; нар. 27 серпня 1953) — шведський актор, драматург, театральний режисер та музикант.

## Біографія
Петер Інгвар Сторм народився 27 серпня 1953 року у місті Кумла, Швеція. Невдовзі його родина переїхала у Арбро, Євлеборґ, де він виріс. Батько Карл Інгвар Сторм, мати Гунхільд Сторм. Почав акторську кар'єру в Королівському драматичному театрі Швеції, де виступав протягом одинадцяти років, співпрацював з Інгмаром Бергманом. Змінив прізвище на Стормаре, оскільки в театрі було два Петери Сторми. У 1990 році він стає помічником художнього керівника в театрі Tokyo Globe Theatre і спрямовує постановки багатьох п'єс Шекспіра, у тому числі «Гамлета». У 1993 році переїхав до Нью-Йорка, де з'явився в англійських постановках. Петер продовжує працювати як в Сполучених Штатах, так і у Швеції. У 1996 році Стормаре виконав свою першу помітну роль у Голлівуді — вбивцю у фільмі «Фарґо» братів Коенів. Раніше Коени вже пропонували Петеру роль Едді Дана у фільмі «Перехрестя Міллера» (1990), але йому довелося відмовитися через зайнятість. Також знімався у фільмах: «Великий Лебовські» (1997), «Армагеддон» (1998), «Та, що танцює у темряві» (2000), «Брати Грімм» (2005) «Костянтин: Володар темряви» (2005).

## Особисте життя
Петер Стормаре був одружений з Карен Сіллас, через деякий час вони розлучились. Вдруге його дружиною стала Тошімі, у них народилася дочка Кайла Белла Луна (2009).

## Фільмографія

### Кінофільми
| Рік  |    | Українська назва                         | Оригінальна назва                   | Роль                              |
| ---- | -- | ---------------------------------------- | ----------------------------------- | --------------------------------- |
| 1978 | ф  |                                          | Lyftet                              | в'язень                           |
| 1982 | ф  | Фанні та Олександр                       | Fanny och Alexander                 | юнак, допомогаючий Ісаку          |
| 1986 | ф  |                                          | Den frusna leoparden                | Джеррі                            |
| 1987 | ф  |                                          | Pirates of the Lake                 | Justus                            |
| 1990 | ф  | Пробудження                              | Awakenings                          | нейрохімік                        |
| 1991 | ф  |                                          | Freud flyttar hemifrån...           | Берра                             |
| 1991 | ф  |                                          | Riflessi in un cielo scuro          | Карло                             |
| 1992 | ф  | Збиток                                   | Damage                              | Пітер Вецлер                      |
| 1996 | ф  | Фарґо                                    | Fargo                               | Ґейр Ґрімсрад                     |
| 1997 | ф  | Парк Юрського періоду 2: Загублений світ | The Lost World: Jurassic Park       | Дітер Старк                       |
| 1997 | ф  | Зображаючи Бога                          | Playing God                         | Володимир                         |
| 1998 | ф  | Армагеддон                               | Armageddon                          | російський космонавт Лев Андропов |
| 1998 | ф  | Меркурій в небезпеці                     | Mercury Rising                      | Шейс                              |
| 1998 | ф  | Великий Лебовські                        | The Big Lebowski                    | Улі Кункель / Карл Хунгус         |
| 1998 | ф  |                                          | Hamilton                            | Карл Гамільтон                    |
| 1998 | ф  |                                          | Somewhere in the City               | Грем                              |
| 1999 | ф  | 8 міліметрів                             | 8mm                                 | Діно Вельвет                      |
| 2000 | ф  | Вибивала                                 | Bruiser                             | Майлс Стайлс                      |
| 2000 | ф  | Шоколад                                  | Chocolat                            | Серж Мускат                       |
| 2000 | ф  | Танцюристка в темряві                    | Dancer in the Dark                  | Джеф                              |
| 2000 | ф  | Готель «Мільйон доларів»                 | The Million Dollar Hotel            | Діксі                             |
| 2000 | ф  | Цирк                                     | Circus                              | Юлій                              |
| 2001 | ф  |                                          | Happy Campers                       | Оберон                            |
| 2002 | ф  | 13 місяців                               | 13 Moons                            | Слово                             |
| 2002 | ф  | Вищий пілотаж                            | Spun                                | поліцейський                      |
| 2002 | ф  | Особлива думка                           | Minority Report                     | доктор Соломон Едді               |
| 2002 | ф  | Ті, що говорять із вітром                | Windtalkers                         | сержант артилерії Хьелмстад       |
| 2002 | ф  | Смокінг                                  | The Tuxedo                          | Доктор Сімс                       |
| 2002 | ф  | Погана компанія                          | Bad Company                         | Адрік Вас                         |
| 2003 | ф  | Погані хлопці 2                          | Bad Boys II                         | Олексій                           |
| 2004 | ф  |                                          | Birth                               | Кліффорд                          |
| 2005 | мф | Бетмен проти Дракули                     | The Batman vs. Dracula              | Дракула (голос)                   |
| 2005 | ф  | Брати Грімм                              | The Brothers Grimm                  | Кавальді                          |
| 2005 | ф  | 2001 маніяк                              | 2001 Maniacs                        | Професор Акерман                  |
| 2005 | ф  | Константин: Володар темряви              | Constantine                         | Люцифер                           |
| 2006 | ф  | Суперначо                                | Nacho Libre                         | Імператор                         |
| 2007 | ф  | Під владою жінки                         | Tatt av kvinnen                     | Гленн                             |
| 2007 | ф  | Передчуття                               | Premonition                         | доктор Норман Рот                 |
| 2008 | ф  | Недолугий захист                         | Witless Protection                  | Артур Грімслі                     |
| 2008 | ф  | Вовк                                     | Varg                                | Клеменс Клементсен                |
| 2009 | ф  | Кімната смерті                           | The Killing Room                    | доктор Філліпс                    |
| 2009 | ф  | Імаджинаріум доктора Парнаса             | The Imaginarium of Doctor Parnassus | президент Всесвіту                |
| 2010 | ф  | Кримінальна фішка від Генрі              | Henry's Crime                       | Дерек Мілодрагович                |
| 2012 | ф  | Безвихідна ситуація                      | Small Apartments                    | містер Оліветті                   |
| 2012 | ф  | Веселі канікули                          | Get the Gringo                      | Френк                             |
| 2012 | ф  | Напролом                                 | Lockout                             | Скотт Ланґрал                     |
| 2012 | ф  | Герой 3D                                 | Tai Chi Hero                        | Герцог Флемінг                    |
| 2013 | ф  | Повернення героя                         | The Last Stand                      | Баррелл                           |
| 2013 | ф  | Мисливці за відьмами                     | Hansel and Gretel: Witch Hunters    | шериф Беррінгер                   |
| 2013 | ф  | Осіння кров                              | Autumn Blood                        | Майор                             |
| 2013 | ф  | Кров'ю і потом: Анаболіки                | Pain & Gain                         | доктор Бьйорнсон                  |
| 2013 | ф  | Теорема Зеро                             | The Zero Theorem                    | доктор                            |
| 2014 | ф  | Мачо і ботан 2                           | 22 Jump Street                      | Привид                            |
| 2014 | мф | Пінгвіни Мадагаскару                     | The Penguins of Madagascar          | Капрал (голос)                    |
| 2014 | ф  | Клоун                                    | Clown                               | Герберт Карлссон                  |
| 2016 | ф  | Трансформація                            | Rupture                             | Теренс                            |
| 2017 | ф  | Джон Уік 2                               | John Wick: Chapter Two              | Абрам Тарасов                     |
| 2017 | мф | Горіхова справа 2                        | The Nut Job 2: Nutty by Nature      | Гюнтер (голос)                    |
| 2017 | ф  | В.І.П                                    | V.I.P.                              | Пол Грей                          |
| 2017 | ф  | Убий усіх                                | Kill'em All                         | Холман                            |
| 2018 | ф  | Вище неба                                | Beyond the Sky                      | Пітер Нортон                      |
| 2018 | ф  | Кодекс вбивці                            | The Assassin's Code                 | Курт Шліхтер                      |
| 2019 | ф  | Отруйна троянда                          | The Poison Rose                     | Слайд                             |
| 2020 | ф  | Співоча пташка                           | Songbird                            | Еммет Гарланд                     |
| 2021 | мф | Криптозоопарк                            | Cryptozoo                           | Густав Фавн (голос)               |
| 2022 | ф  | Клуб вівторка                            | Tisdagsklubben                      | Хенрік                            |
| 2022 | ф  | Денна зміна                              | Day Shift                           | Трой                              |
| 2023 | ф  | М'юті                                    | The Ritual Killer                   | Капітан Маршан                    |
| 2025 | ф  | До світанку                              | Until Dawn                          | Хілл                              |

### Телебачення
| Рік       |    | Українська назва              | Оригінальна назва              | Роль                                                                     |
| --------- | -- | ----------------------------- | ------------------------------ | ------------------------------------------------------------------------ |
| 1984—1988 | с  |                               | Träpatronerna                  | бухгалтер (5 епізодів)                                                   |
| 1993      | с  |                               | Morsarvet                      | капітан Бергквіст (Епізод: "#1.5")                                       |
| 1997      | тф | У присутності клоуна          | Larmar och gör sig till        | Петрус Ландаль                                                           |
| 1998      | с  | Сайнфелд                      | Seinfeld                       | Слизький Піт (Епізод: "The Frogger")                                     |
| 1999      | тф | Чистилище                     | Purgatory                      | Кевін Гатрі                                                              |
| 2002      | с  | Спостереження за Еллі         | Watching Ellie                 | Інгвар (11 епізодів)                                                     |
| 2003      | тф | Гітлер: Сходження диявола     | Hitler: The Rise of Evil       | Ернст Рем                                                                |
| 2004      | с  | Джої                          | Joey                           | Віктор (Епізод: "Joey and the Husband")                                  |
| 2005—2007 | с  | Втеча з в'язниці              | Prison Break                   | Джон Абруцці (20 епізодів)                                               |
| 2007      | с  | CSI: Місце злочину            | CSI: Crime Scene Investigation | Джордж «Бінкі» Бабинкян (Епізод: "Ending Happy")                         |
| 2008      | с  | Монк                          | Monk                           | Петя Ловак (Епізод: "Mr. Monk Paints His Masterpiece")                   |
| 2009      | с  | Антураж                       | Entourage                      | Аарон Коен (2 епізоди)                                                   |
| 2010      | с  | Косяки                        | Weeds                          | шеф-кухар (2 епізоди)                                                    |
| 2010      | с  | Гаваї 5.0                     | Hawaii Five-0                  | Драго Занкович (Епізод: "Ohana")                                         |
| 2010      | мс | Час пригод                    | Adventure Time                 | Сер Слайсер (Епізод: «Blood Under the Skin»)                             |
| 2011      | с  | Вілфред                       | Wilfred                        | Трешфейс (Епізод: "Isolation")                                           |
| 2011      | с  | Противага                     | Leverage                       | Гюнтер Ханціг (Епізод: "The Office Job")                                 |
| 2012      | с  | Морська поліція: Лос-Анджелес | NCIS: Los Angeles              | агент Інтерполу Мартін Келлстрем (Епізод: "Crimeleon")                   |
| 2012      | с  | Тіло як доказ                 | Body of Proof                  | Вілсон Поллі (Епізод: "Mind Games")                                      |
| 2013      | мс | Фінеас і Ферб                 | Phineas and Ferb               | Батіг (Епізод: «Phineas and Ferb: Mission Marvel»)                       |
| 2014      | с  | Ясновидець                    | Psych                          | Сайрус Полк (Епізод: "Someone's Got a Woody")                            |
| 2014      | с  | Чорний список                 | The Blacklist                  | Берлін (6 епізодів)                                                      |
| 2014—2015 | с  | Стріла                        | Arrow                          | Вернер Цитл / Вертиго (2 епізоди)                                        |
| 2014—2015 | с  | Мангеттен                     | Manhattan                      | Лазар (5 епізодів)                                                       |
| 2015—2017 | мс | Черепашки Ніндзя              | Teenage Mutant Ninja Turtles   | Лорд Дрегг (7 епізодів)                                                  |
| 2016—2018 | с  |                               | Swedish Dicks                  | Інгмар Андерссон (20 епізодів)                                           |
| 2018—2021 | с  | Американські боги             | American Gods                  | Чорнобог (7 епізодів)                                                    |
| 2018      | мс | Кастлванія                    | Castlevania                    | Годбренд (8 епізодів)                                                    |
| 2018      | с  |                               | LA to Vegas                    | Артем (15 епізодів)                                                      |
| 2020      | мс | Юні титани, вперед!           | Teen Titans Go!                | Фібулон (Епізод: «The Night Begins to Shine: Chapter Three: The Guitar») |
| 2021      | с  |                               | The Box                        | Джедідая Браг (7 епізодів)                                               |
| 2022      | с  | Лицарство                     | Chivalry                       | Ґарт (1 епізод)                                                          |
| 2022      | тф |                               | A Very Cold War Christmas      | Володимимр Путін                                                         |
| 2023      | с  | 1923                          | 1923                           | Люкка (Епізод: "Ghost of Zebrina")                                       |
| 2024      | с  | Слідопит                      | Tracker                        | Вальтц (Епізод: "Into The Wild")                                         |
| 2024      | мс | Сутінки богів                 | Twilight of the Gods           | Ульфр (7 епізодів)                                                       |

### Відеоігри
| Рік  | Назва                                       | Роль                           |
| ---- | ------------------------------------------- | ------------------------------ |
| 2002 | Icewind Dale II                             | Ізейр                          |
| 2004 | The Bard's Tale                             | додаткові голоси               |
| 2005 | Quake 4                                     | Йоганн Штраус                  |
| 2005 | Mercenaries: Playground of Destruction      | Матіас Нільсон                 |
| 2008 | Mercenaries 2: World in Flames              | Матіас Нільсон                 |
| 2008 | Command & Conquer: Red Alert 3              | д-р Ґреґор Зелінські           |
| 2009 | Wanted: Weapons of Fate                     | Безсмертний                    |
| 2010 | Prison Break: The Conspiracy                | Джон Абруцці                   |
| 2012 | The Secret World                            | Доктор Алдіні, Хуігінн, Мунінн |
| 2014 | The Elder Scrolls Online                    | Йорун                          |
| 2014 | Destiny                                     | Арах Джалал                    |
| 2015 | The Elder Scrolls Online: Tamriel Unlimited | Йорун                          |
| 2015 | Lego Jurassic World                         | Дітер Старк                    |
| 2015 | Until Dawn                                  | Доктор Алан Дж. Хілл           |
| 2016 | The Elder Scrolls Online: Gold Edition      | Йорун                          |
| 2017 | The Elder Scrolls Online: Morrowind         | Йорун                          |
| 2017 | King of the Dancehall                       | Пірс Девідсон                  |
| 2017 | Destiny 2                                   | Арах Джалал                    |
| 2018 | The Elder Scrolls Online: Summerset         | Йорун                          |
| 2019 | The Elder Scrolls Online: Elsweyr           | Йорун                          |
| 2019 | Call of Duty: Black Ops 4                   |                                |
| 2020 | The Elder Scrolls Online: Greymoor          | Йорун                          |
| 2020 | Fast & Furious Crossroads                   | Ормстрід                       |
| 2021 | The Elder Scrolls Online: Blackwood         | Йорун                          |
| 2022 | Destiny 2: The Witch Queen                  | Арах Джалал                    |
| 2023 | The Elder Scrolls Online: Necrom            | Йорунн Король-Скальд           |
| 2024 | Call of Duty: Black Ops 6                   | The Replacer                   |